# Józef Benbenek
Józef Antoni Benbenek (ur. 16 marca 1898 w Przeworsku, zm. 1 stycznia 1987 tamże) – polski regionalista, założyciel Muzeum w Przeworsku.

## Życiorys
Urodził się 16 marca 1898 w Przeworsku w zamożnej, mieszczańskiej rodzinie rzemieślniczej. Uczęszczał do Szkoły Ludowej w Przeworsku. W latach 1911–1912 kształcił się w Prywatnym Gimnazjum Realnym w Przeworsku. Naukę pobierał następnie w Gimnazjum w Łańcucie, zaś świadectwo dojrzałości uzyskał w 1917 w 1. Gimnazjum Realnym w Białej Krakowskiej.
1 listopada 1918 rozpoczął służbę wojskową w Komendzie Wojskowej Powiatu w Przeworsku. Skierowany do 3 Dywizji Piechoty Legionów. Uczestniczył w obronie Lwowa i wojnie polsko-bolszewickiej (na froncie litewsko-białoruskim). 1 lipca 1920 otrzymał awans do stopnia podporucznika. 30 czerwca 1922 został zdemobilizowany. Na stopień porucznika został mianowany ze starszeństwem z 19 marca 1939 i 135. lokatą w korpusie oficerów rezerwy piechoty.
W 1923 rozpoczął pracę w Zarządzie Lasów. W 1925 został kasjerem w Magistracie w Przeworsku, pracował do 1939 kolejno jako rachmistrz i sekretarz. Po wybuchu II wojny światowej aresztowany przez Gestapo wraz z prominentnymi mieszkańcami Przeworska, przebywał we więzieniach w Rzeszowie i Krakowie.
1 lipca 1944 został mianowany sekretarzem miasta. W 1950 podjął obowiązki kierownika gospodarki komunalnej i mieszkaniowej. Z powodu krytyki władzy ludowej, 31 sierpnia 1953 przeniesiono go w stan spoczynku. W tym też roku współtworzył Towarzystwo Miłośników Miasta Przeworska. Wkrótce został kierownikiem Powiatowego Związku Gminnych Spółdzielni. W 1956 powrócił na stanowisko kierownika gospodarki komunalnej.
Rozpoczął tworzenie muzeum historycznego w Przeworsku. Pierwsze eksponaty zgromadził już przed wojną. Prywatne zbiory postanowił przekazać miastu i połączyć je z kolekcją cennych archiwaliów. Zaapelował do mieszkańców o przekazywanie ważnych, historycznych pamiątek. 19 stycznia 1956 otwarto muzeum regionalne. Mieściło się ono w przeworskim Ratuszu.
1 października 1960 podjął pracę jako kierownik biura Cechu Rzemiosł Różnych w Przeworsku, którą sprawował do przejścia na emeryturę 30 września 1963. 16 maja 1965 otrzymał członkostwo honorowe przeworskiego Cechu Rzemiosł.
Jako emeryt poświęcił się całkowicie pracy muzealnej. Funkcję kustosza muzeum sprawował do 1 kwietnia 1985. Zmarł 1 stycznia 1987. Pochowany został na Starym Cmentarzu w Przeworsku.

## Odznaczenia
- Honorowa odznaka rzemiosła (Izba Rzemieślnicza w Rzeszowie) – 1968
- Honorowa odznaka rzemiosła (Związek Izb Rzemieślniczych w Warszawie) – 1968
- Srebrny Krzyż Zasługi – 1969
- Srebrna Odznaka PTTK – 1970
- Odznaka „Zasłużony dla Województwa Rzeszowskiego” – 1972
- Odznaka „Zasłużony Działacz Kultury” – 1972
- Medal 30-lecia Polski Ludowej – 1974
- Odznaka 25-lecia PTTK – 1976
- Krzyż Kawalerski Orderu Odrodzenia Polski – 1977
- Złota Odznaka PTTK – 1977
- Odznaka „Zasłużony dla Województwa Przemyskiego” – 1978
- Złota Odznaka za Opiekę nad Zabytkami – 1979